# Велике Бокове
Вели́ке Бокове́ — село Любашівської селищної громади Подільського району Одеської області України. Населення становить 191 осіб.

## Історія
12 червня 2020 року, відповідно до Розпорядження Кабінету Міністрів України від № 724-р «Про визначення адміністративних центрів та затвердження територій територіальних громад Одеської області», увійшло до складу Любашівської селищної громади.
19 липня 2020 року, в результаті адміністративно-територіальної реформи і ліквідації Любашівського району, село увійшло до складу новоутвореного Подільського району.

## Населення
Згідно з переписом УРСР 1989 року чисельність наявного населення села становила 181 особа, з яких 74 чоловіки та 107 жінок.
За переписом населення України 2001 року в селі мешкала 191 особа.

### Мова
Розподіл населення за рідною мовою за даними перепису 2001 року:
| Мова       | Відсоток |
| ---------- | -------- |
| українська | 63,35 %  |
| молдовська | 31,94 %  |
| російська  | 4,19 %   |
| білоруська | 0,52 %   |